# Japanse terriër
De Japanse terriër is een hondenras dat afkomstig is uit Japan. Het ras is ontstaan doordat Europese zeelieden hun Foxterriërs meenamen naar Japan. Deze dieren werden gekruist met Japanse honden. Hieruit ontstond dit ras, dat in gebruik is als gezelschapshond en als jachthond. Het ras komt vrijwel uitsluitend voor in Japan. Ook in Japan zelf is de hond zeldzaam. Een volwassen dier is ongeveer 34 centimeter hoog.
Airedaleterriër ·
Amerikaanse staffordshireterriër ·
Australische silkyterriër ·
Australische terriër ·
Bedlingtonterriër ·
Borderterriër ·
Braziliaanse terriër ·
Bulterriër ·
Cairnterriër ·
Ceskyterriër ·
Dandie Dinmont-terriër ·
Duitse jachtterriër ·
Engelse toyterriër ·
Foxterriër ·
Glen of Imaalterriër ·
Ierse terriër ·
Irish soft-coated wheaten terrier ·
Jackrussellterriër ·
Japanse terriër ·
Kerry blue-terriër ·
Lakelandterriër ·
Manchesterterriër ·
Miniatuur Bulterriër ·
Norfolkterriër ·
Norwichterriër ·
Parson Russell-terriër ·
Schotse terriër ·
Sealyhamterriër ·
Skyeterriër ·
Staffordshire-bulterriër ·
Welsh terriër ·
West Highland white terrier ·
Yorkshireterriër